# ويليام هاريس (ناشط)
ويليام هاريس (بالإنجليزية: William Harris)‏ هو ناشط أسترالي، ولد في 1867، وتوفي في 1931.